# Fender Bantam Bass
Fender Bantam Bass je kombo model bas pojačala kojeg je Fender predstavio 1969. godine. Model je bio dizajniran u "silverface" verziji s četiri ulaza u koji se mogla priključiti i električna gitara ili mikrofon. U kabinet izvornog modela pojačala ugrađen je trapezasti, asimetričnog izgleda Yamaha zvučnik. Membrana (kalotna) zvučnika urađena je od bijelog stiropora, te je zbog toga zvučnik mogao reproducirati samo "jednostavnije - pliće" tonove, što je u konaćnici uvjetovalo nadogradnjom raznih kombinacija zvučnika (1x15", ili 4x10"). Samo rijetki Bantam modeli danas su prezentirani, i uporabi, u potpuno originalnom stilu s izvornim zvučnikom. Osim zvučnika nedostatak se očitovao i u ne kvaliteti dizajna elektroničkog kruga, što je rezultiralo da se kompletni model teško nosio s ostalim dostupnim modelima pojačala iz tog vremena. Svi navedeni nedostatci polučili su nezaustavni komercijalni krah. Zanimljivo je da se identičan elektronički krug ugradio i u kombo Fender Bassman 10 model proizveden nešto kasnije, 1972. godine.
Tablični prikaz ugrađenih komponenti:

| Fender Bantam Bass    | Fender Bantam Bass               |
| --------------------- | -------------------------------- |
| Elektronički krug     | - - - -                          |
| Cijevi u pojačalu     | 2 x 6L6GC                        |
| Cijevi u pretpojačalu | 7025. (normal), 7025 (vibrato)   |
| Dostupan              | kombo                            |
| Efektivna snaga       | 30W                              |
| Efekti                | - - - -                          |
| Kanali                | normal i vibrato                 |
| Zvučnik               | 1 x 15", otpora 8Ω, model Yamaha |
| Ispravljač            | 5U4                              |

## Vanjske poveznice
- "Fender Bantam Bass na ggjaguar.com"
- "Fender Bantam Bass - opis na harmonycentral.com  Arhivirana inačica izvorne stranice od 2. ožujka 2012. (Wayback Machine)
- "Fender Bantam Bass - opis na thebasspalace.com"  Arhivirana inačica izvorne stranice od 5. ožujka 2016. (Wayback Machine)